# Vesicularia setchellii
Vesicularia setchellii är en bladmossart som beskrevs av Brotherus in Setchell 1924. Vesicularia setchellii ingår i släktet Vesicularia och familjen Hypnaceae. Inga underarter finns listade i Catalogue of Life.